# Letter to You
| 전문가 평가          | 전문가 평가 |
| 총 점수              | 총 점수     |
| 출처                 | 점수        |
| -------------------- | ----------- |
| AnyDecentMusic?      | 8.0/10      |
| 메타크리틱           | 88/100      |
| 평가 점수            |             |
| 출처                 | 점수        |
| AllMusic             | [ 6 ]       |
| The A.V. Club        | [ 7 ]       |
| Clash                | 8/10        |
| Consequence of Sound | B+          |
| The Daily Telegraph  | [ 10 ]      |
| The Independent      | [ 11 ]      |
| musicOMH             | [ 12 ]      |
| NME                  | [ 13 ]      |
| Pitchfork            | 7.4/10      |
| Rolling Stone        | [ 15 ]      |

《Letter to You》는 미국의 싱어송라이터 브루스 스프링스틴의 스물 번째 스튜디오 음반이다. 2020년 10월 23일에 발매된 이 음반은 2014년 《High Hopes》 이후 E 스트리트 밴드와 함께 발매된 스프링스틴의 첫 번째 새 스튜디오 음반이다. 《Letter to You》는 광범위한 비평가들의 갈채를 받았고, 비평가들은 이 음반의 노화와 죽음에 대한 문제에 호의적인 반응을 보였다. 이 음반은 상업적 성공을 거두어 여러 국제 판매 차트에서 1위를 차지했고, 스프링스틴의 미국 내 21번째 톱 10 음반이었다. 코로나19 범유행으로 투어가 불가능했기 때문에, 이 음반은 온라인 라디오 방송국과 뮤직 비디오, 맞춤형 트위터 이모티콘으로 홍보되었다.

## 녹음 및 발매
스프링스틴은 2019년 11월 5일간의 녹음을 위해 E 스트리트 밴드를 홈 스튜디오에서 집합했지만, 4일 만에 끝냈다. 이 음반은 론 아니엘로와 스프링스틴에 의해 제작되었다. 2019년 4월, 스프링스틴의 전 밴드 동료 조지 테이스의 사망에 영감을 받아 일주일 반 동안 강렬한 작곡을 하는 과정에서 작가의 폐색이 해제되었다. 이 가사는 후회, 노화, 죽음에 대한 주제를 다룬다. 이 음반은 데모 없이 스튜디오에서 라이브로 녹음되었으며 기타 솔로, 박수, 백 보컬과 같은 최소한의 오버더빙만 했다. 이 곡은 1973년 스프링스틴의 데뷔 음반인 《Greetings from Asbury Park, N.J.》의 〈If I Was the Priest〉, 〈Janey Needs a Shooter〉, 그리고 〈Song for Orphans〉에 앞서 원래 쓰여진 세 개의 트랙을 특징으로 합니다. 스프링스틴은 컴필레이션 음반을 모으던 중 존 해먼드와 함께 이 노래들의 이전 녹음들을 우연히 발견했다. 〈If I Was the Priest〉는 이전에 스프링스틴에 의해 발매되지 않았지만 1970년대에 앨런 클라크에 의해 커버되었다. 워렌 제본은 1980년 음반 《Bad Luck Streak in Dancing School》을 위해 〈Janey Needs a Shooter〉를 재작업했다.
커버와 라이너 노트를 위한 사진은 2018년 말 스프링스틴이 그의 무대 쇼 《Springsteen on Broadway》를 위해 뉴욕에 있을 때 대니 클린치에 의해 포착되었다.
이 밴드는 2021년 초부터 음반을 지원하기 위해 투어를 할 계획이었으나 코로나19 범유행으로 인해 계획이 중단되었고, 발매 당시 스프링스틴은 그들이 라이브 공연을 할 수 있는 가장 이른 시기는 2022년이라고 추정했다. E 스트리트 밴드의 드러머 맥스 와인버그는 그의 그룹 맥스 와인버그의 주크박스와 함께 투어를 계속했고, 그 날짜를 《Letter to You》를 홍보하는 데 사용했다. 스프링스틴은 새로운 소재를 라이브로 선보이기를 고대하고 있지만 새로운 관객들에게 음악을 소개하기 위해 《레이트 쇼 위드 스티븐 콜베어》와 《더 레이트 레이트 쇼》에서 홍보에 출연했기 때문에 투어를 하지 않기로 한 결정을 "매우 고통스럽다"고 생각한다.
9월 10일, 발매가 발표되었으며, 리드 싱글 〈Letter to You〉의 뮤직 비디오가 동시에 공개되었다. 9월 24일에는 〈Ghosts〉의 스트리밍 오디오와 뮤직 비디오가 이어졌다. 톰 짐니가 감독한 음반 제작에 관한 다큐멘터리가 10월 23일, 애플 TV+를 통해 발표되었다.
10월 14일, 음반 홍보를 위해 스프링스틴 모양의 이모티콘이 트위터를 통해 공개되었다. 애플 뮤직은 존 스튜어트와 같은 게스트들의 정치적 토론과 함께 스프링스틴이 브랜던 플라워스, 데이브 그롤, 에디 베더와 같은 동료 음악가들을 인터뷰하는 채널인 《레터 투 유 라디오》를 진행했다.
2020년 11월 23일, 〈The Power of Prayer〉의 가사 영상이 공개되었다.

## 곡 목록
모든 곡들은 브루스 스프링스틴에 의해 작사/작곡하였다.
| #   | 제목                            | 재생 시간 |
| --- | ------------------------------- | --------- |
| 1.  | 〈One Minute You're Here〉      | 2:57      |
| 2.  | 〈Letter to You〉               | 4:55      |
| 3.  | 〈Burnin' Train〉               | 4:03      |
| 4.  | 〈Janey Needs a Shooter〉       | 6:49      |
| 5.  | 〈Last Man Standing〉           | 4:05      |
| 6.  | 〈The Power of Prayer〉         | 3:36      |
| 7.  | 〈House of a Thousand Guitars〉 | 4:30      |
| 8.  | 〈Rainmaker〉                   | 4:56      |
| 9.  | 〈If I Was the Priest〉         | 6:50      |
| 10. | 〈Ghosts〉                      | 5:54      |
| 11. | 〈Song for Orphans〉            | 6:13      |
| 12. | 〈I'll See You in My Dreams〉   | 3:29      |

## 인증
| 국가                               | 인증     | 판매량/출하량 |
| ---------------------------------- | -------- | ------------- |
| 프랑스 (SNEP)                      | 골드     | 50,000        |
| 아일랜드                           | —        | 3,000         |
| 이탈리아 (FIMI)                    | 플래티넘 | 50,000        |
| 스페인 (PROMUSICAE)                | 골드     | 20,000        |
| 스위스 (IFPI 스위스)               | 골드     | 10,000        |
| 영국 (BPI)                         | 골드     | 100,000       |
| 판매량+스트리밍을 기반으로 한 인증 |          |               |